# ABNCoV2
ABNCoV2 — кандидат на вакцину проти COVID-19, розроблений данською компанією «Bavarian Nordic», та є одним із двох данських кандидатів на вакцину проти COVID-19. другий кандидат розробляється інститутом сироваток «Statens», та має попередню назву «CoVAXIX».

## Історія розробки
Вакцина ABNCoV2 була розроблена на основі перспективних розробок Копенгагенського університету дослідницькою групою під керівництвом Адама С. Бертельсена. Команда з дослідження кандидатів на вакцини розробила новий метод розробки вакцин, використовуючи набуті на той момент дані. Робота над розробкою і дослідженням цього кандидата на вакцину розпочалася навесні 2020 року, відразу після того, як епідемія COVID-19 розпочала поширюватися в Данії. Фармацевтична компанія «Bavaria» приєдналася до розробки вакцини через свою датську дочірню компанію «Bavarian Nordic» для забезпечення подальшої розробки та проведення перших етапів клінічних досліджень, на які компанія виділила 200 мільйонів данських крон (на додаток до фінансової підтримки з боку держави та інших фондів).
8 березня 2021 року компанія «Bavarian Nordic» повідомила, що кандидат на вакцину готовий, і що розпочинаються перші дослідження вакцини на людях. На цей час у світі вже було розроблено, схвалено та використовувалася низка вакцин проти COVID-19.
Дослідницька група, яка розробляла кандидата на вакцину, та компанія «Bavarian Nordic» повідомили про дуже багатообіцяючі результати досліджень, за оцінками останні дані яких, майбутні мутації можуть дозволити «ABNCoV2» замінити попередні вакцини проти COVID-19. Перше дослідження вакцини на людях розпочалося в Нідерландах у медичному центрі Радгуд за участю 40 добровольців, які взяли участь у І та ІІ фазі клінічного дослідження. У Нідерландах до дослідження вакцини «ABNCoV2» приєдналася місцева дослідницька група, яка працювала з вакциною за подібною технологією, після того як їх власний кандидат на вакцину не показав задовільних результатів.
Для продовження дослідження вакцини в рамках консорціуму «PREVENT-nCoV» у співпраці з Копенгагенським та Баварським Північним університетами об'єднали зусилля низка університетів та компаній за додаткової фінансової підтримки програм Європейського Союзу.

## І і ІІ етап клінічних досліджень
У понеділок, 9 серпня 2021 року, консорціум повідомив, що І етап клінічного дослідження завершився з хорошими і багатообіцяючими результатами на вибірці з 45 учасників дослідження. Серйозних побічних ефектів при введенні вакцини не було, і вона виявилася стійкою до всіх існуючих мутацій збудника COVID-19.
Другий етап розпочався відразу після першого в серпні 2021 року в двох лікувальних закладах Німеччини. Тестування проводили із введенням 100 мкг «ABNCoV2» у початково серонегативних дорослих осіб (група 1), що було визначено за допомогою якісного тесту на антитіла до SARS-CoV-2, порівняно з однією додатковою вакцинацією 100 мкг ABNCoV2 у серопозитивних осіб (група 2), згідно з позитивним якісним тестом на антитіла до SARS-CoV-2 та наявністю в анамнезі вакцинації проти SARS-CoV-2, або попередньо перенесеної коронавірусної хвороби щонайменше за 3 місяці до початку дослідження. В опублікованих результатах, на додаток до вищезазначеного, консорціум повідомив, що початкові результати показують рівень антитіл до 4,1 раза вище, ніж при застосуванні найпоширеніших мРНК-вакцин, зокрема вироблених Pfizer-Biontech і «Moderna». Результати досліджень також показують, що навіть при низьких дозах вакцини виробляються дуже високі рівні антитіл, і що на ІІІ фазі клінічних досліджень буде досліджуватися введення 1/5 дози, використаної у І фазі дослідження.